# Het land van Rembrand
Het land van Rembrand is een cultuurhistorische studie van de Nederlandse literatuurcriticus Conrad Busken Huet, die van 1882 tot 1884 in achttien afleveringen verscheen en daarna als boek. Over de grote invloed schreef de biograaf van Huet, Olf Praamstra, in 1987: 'Voor de beeldvorming van de zeventiende eeuw heeft de Nederlandse geschiedschrijving nog steeds rekening te houden met de voorstelling van zaken die Huet in Het land van Rembrand heeft gegeven.' Het boek is volgens Praamstra meer dan een historische studie, maar door de voortreffelijke stijl en de vasthoudendheid aan zijn denkbeeld een kunstwerk te noemen dat op dezelfde hoogte staat als Herfsttij der middeleeuwen van Johan Huizinga.

## Ontstaansgeschiedenis
In de zomer van 1880 kreeg Huet naar eigen zeggen het idee voor het boek. Een jaar later had dat idee nog altijd niet de vorm van een plan aangenomen. In september 1881 begon hij eraan te werken met het voornemen zich te beperken tot de zeventiende eeuw. Op 4 april 1882 schreef hij aan literatuurhistoricus Jan ten Brink dat het een boek zou worden met een soortgelijke aanpak als zijn Het land van Rubens, over de Zuidelijke Nederlanden. Het boek was niet in een paar maanden, maar pas na drie jaar af en ook de omvang, de helft langer dan begroot, wijst uit dat het project in feite uit de hand liep.

## Inhoud
In het voorwoord stelde Huet dat het hem erom ging het Nederlandse, dat iedereen kent, voor te stellen 'uit het oogpunt der geschiedenis van Europa, en daardoor een nieuw licht op de geschiedenis van ons volk doen vallen.'
Huet zag de periode 1572 tot 1713 als het hoogtepunt van de Nederlandse cultuur. Toen bracht de natie bijzondere personen voort op het gebied van handel, wetenschap, kunst, politiek. Ter stimulering van de vooruitgang wees hij op de zwakke plekken, maar zoekt nadrukkelijk het positieve. Vanwege de systematische aanpak sprak hij zelf van een 'stelselmatige lofrede.'
Tegenstellingen blijven in het boek onverzoend: Huet stelt het calvinisme naast de harde manier van handel drijven, en het godsdienstige karakter van de samenleving tegenover de meedogenloze koloniale uitbuiting in de West en de Oost.
In zes inleidende hoofdstukken wordt de periode vanaf 1200 beschreven, telkens aan de hand van een hoofdpersoon die zo mogelijk op zijn Europese betekenis is geselecteerd: Olivier van Keulen (dertiende eeuw), graaf Jan II van Blois (veertiende eeuw), Thomas a Kempis (vijftiende eeuw), en het dubbelportret van Desiderius Erasmus en Lucas van Leyden (zestiende eeuw). Het tweede deel behandelt de zeventiende eeuw en telt vijf hoofdstukken, over het geloof, de handel, wetenschappen en letteren, zeden en personen, en de kunsten.
In het eerste hoofdstuk van het tweede gedeelte zocht Huet de verklaring voor de opbloei in de zeventiende eeuw in de godsdienst, die alleen in deze eeuw revolutionaire trekken vertoonde. Nederland was een calvinistische theocratie geworden. Die theocratie en de mentaliteit die daarvan het gevolg was volgens hem de oorzaak van de bloeitijd. Met het afnemen van de kracht van de godsdienst werd Nederland een mogendheid van de tweede rang.
In het tweede hoofdstuk behandelde Huet de handel. Hij zag als voornaamste nalatenschap van de Gouden Eeuw: de verovering van Nederlands-Indië en de werken van Rembrandt. Deze twee hoofdstukken vormen het kader voor de overige, die uitmonden in een onvoorwaardelijke lofprijzing voor het genie van Rembrandt.

## Titelverklaring
Huet beschouwde de letteren van een volk als de standaard voor de beschaving. Maar ook de auteurs die hij als de beste van hun eeuw beschouwde, Hooft en Vondel, hadden geen invloed op Europees niveau. omdat de Nederlandse schilderkunst wel internationaal meetelde, heeft de studie de naam van een schilder in de titel.

## Schrijfstijl
Het boek is volgens biograaf Praamstra geschreven op een 'levendige manier', terwijl het toch het predicaat wetenschappelijk 'ten volle' verdient. Toch is het ook afstandelijk, alsof Huet een 'toeristengids' is die de Nederlandse geschiedenis 'met vreemde ogen' aanschouwt. Dit hangt samen met de opzet om Nederland niet vanuit nationaal, maar vanuit Europees perspectief te bezien.
Hoewel het boek enkele felle uithalen bevat, is Huet doorgaans 'echt geestig en weet hij raak te typeren'.
De werkwijze van Huet leidde hier en daar tot versnippering. Zo werd de behandeling van de filosoof Spinoza verdeeld over het eerste hoofdstuk van het tweede deel en het hoofdstuk over 'De wetenschappen en de letteren.' De schrijver Constantijn Huygens werd als de meest calvinistische schrijver in het hoofdstuk over de godsdienst besproken en niet in het hoofdstuk waar diens collega's Hooft en Vondel ondergebracht werden.

## Invloed
De invloed van het boek was erg groot. Door het naast elkaar stellen van verdiensten en gebreken maakte Huet korte metten met veel nationale mythes. Ook verschoof met deze studie de nadruk definitief naar de schilderkunst. De oudere generatie, met Potgieter en Bakhuizen van den Brink, had in hun beschouwingen over de zeventiende eeuw nog steeds de literatuur als belangrijkste aandachtspunt. Maar omdat deze in Europeesperspectief niet meetelde en de schilderkunst wel, verlegde Huet de nadruk en zorgde zo voor 'een keerpunt in de geschiedschrijving van de Nederlandse beschaving in de zeventiende eeuw.'

## Publicatiegeschiedenis
Het boek verscheen bij de Haarlemse uitgever H.D. Tjeenk Willink in achttien afleveringen van 90 cent per stuk. De uitgever had de reeks in het prospectus begroot op tien à twaalf afleveringen en dus ongeveer tien gulden zou kosten, maar wie de reeks compleet wilde hebben moest dus ƒ16,20 betalen.
Het werk verkocht goed en al snel verscheen een tweede druk, waarvoor de auteur een voorwoord schreef dat uiteindelijk niet werd gebruikt.
Huet overleed kort nadat hij de tweede druk had herzien en gecorrigeerd. Het boek had hem geen geld opgeleverd, maar gekost: de boeken die hij ervoor nodig had en de prenten kostten meer dan het boek opbracht.
In 1924 verscheen de laatste volledige editie van het werk met alle voetnoten. Daarna werd alleen nog de hoofdtekst herdrukt.
In 1965 verzorgde A. Alberts een ingekorte versie, waarvoor hij 35% uit het eerste deel en 24% uit het tweede deel schrapte. Deze editie beleefde nog enige herdrukken.
In 1987 verzorgde biograaf Olf Praamstra een volledige herdruk. Deze editie bevat ook een inleiding van Praamstra en een verklarende woordenlijst waarin allerlei termen en concepten die Huet bekend veronderstelde voor de moderne lezer worden toegelicht.

## Receptie
Er bestond een groot verschil tussen wat Busken Huet met het werk voorhad en hoe het ontvangen werd: bedoeld als lofzang op de Nederlandse cultuur, werd het gelezen als kritiek. Exemplarisch hiervoor, aldus biograaf Olf Praamstra, is de brief die schrijfster A.L.G. Bosboom-Toussaint aan de auteur schreef, waarin zij zijn enorme kennis bewonderde, maar aanmerkte: 'Gij houdt niet van uw land, zooals ik. Gij houdt niet van onze groote mannen, zelfs niet als Gij hen prijst.' Juist vanwege de indrukwekkende kennis die de auteur zich voor zijn boek eigen had gemaakt, waren de meeste recensies uiteindelijk welwillend, al bespraken de belangrijkste tijdschriften het boek niet, tot ergernis van de auteur.
Bekende vakhistorici als Robert Fruin. Johan Huizinga en Jan Romein hebben zich wel met respect over het boek uitgelaten, maar er nauwelijks meer dan enkele regels aan gewijd. En Pieter Geyl was Huet, en het boek, ronduit vijandig gezind.
Biograaf Olf Praamstra over het boek: 'Samen met Huizinga's Herfsttij der middeleeuwen behoort het tot de hoogtepunten van de Nederlandse geschiedschrijving.' Wel is het eerste deel meer gedateerd dan het tweede, omdat dit minder over het onderwerp dan over de eigen, negentiende-eeuwse opvattingen van Huet gaat. De intelligente visie en het Europese standpunt stempelen de studie tot een letterkundige klassieker.

## Bron
- Praamstra, Olf (1987). 'Inleiding.' In: Conrad Busken Huet, Het land van Rembrand. Studies over de Noordnederlandwe beschaving in de zeventiende eeuw. Uitgeverij Agon